# Falk Wendrich
Falk Henning Wendrich (Soest, 12 giugno 1995) è un altista tedesco.

## Palmarès
| Anno | Manifestazione    | Sede       | Evento        | Risultato | Prestazione | Note                                     |
| ---- | ----------------- | ---------- | ------------- | --------- | ----------- | ---------------------------------------- |
| 2012 | Mondiali juniores | Barcellona | Salto in alto | Argento   | 2,24 m      |                                          |
| 2014 | Mondiali juniores | Eugene     | Salto in alto | 5º        | 2,22 m      | Miglior prestazione personale stagionale |
| 2017 | Europei under 23  | Bydgoszcz  | Salto in alto | 5º        | 2,22 m      |                                          |
| 2017 | Universiadi       | Taipei     | Salto in alto | Oro       | 2,29 m      | Miglior prestazione personale            |
| 2019 | Europei indoor    | Glasgow    | Salto in alto | 7º        | 2,18 m      |                                          |
| 2019 | Giochi europei    | Minsk      | Salto in alto | 9º        | 2,17 m      |                                          |
| 2019 | Universiadi       | Napoli     | Salto in alto | 13º (q)   | 2,15 m      |                                          |